# The Green Cloak
The Green Cloak è un film muto del 1915 diretto da Walter Edwin. Il film, prodotto da George Kleine e distribuito da Kleine-Edison Feature Services - uscì nelle sale il 25 ottobre 1915.

## Trama
Tornata da un viaggio nel West fatto insieme al padre, Ruth McAllister comincia a comportarsi in maniera strana e rifiuta la proposta di matrimonio di John Gilbert, il suo innamorato, senza oltretutto dargli alcuna spiegazione. All'arrivo di Paul Duncan, uno straniero che insiste per parlare da solo con Ruth, esplode la gelosia di John. Il padre di lei, un esperto ipnotizzatore, intrattiene l'uomo che, all'apparire del maggiordomo, appare turbato. Alcune ore più tardi, Duncan viene trovato morto in biblioteca, con nella mano stretta una nappa verde che appartiene al mantello di Ruth. La giovane viene arrestata per omicidio ma suo padre scopre la verità ipnotizzando la cameriera: lei e Duncan, che appartenevano a una stessa banda di ladri, erano sposati ma lui l'aveva lasciata, tradendo la banda che aveva inviato cameriera e maggiordomo a ucciderlo.

## Produzione
Il film fu prodotto dalla George Kleine Productions.

## Distribuzione
Il copyright del film, richiesto dalla George Kleine, fu registrato il 2 ottobre 1915 con il numero LP6778
Distribuito dalla Kleine-Edison Feature Services, uscì nelle sale cinematografiche USA il 20 ottobre 1915.
Copie complete della pellicola si trovano conservate negli archivi della Library of Congress di Washington.